# Daniel Ford
Daniel Ford (* 26. August 1994 in Newtown, Pennsylvania) ist ein US-amerikanischer Volleyballspieler.

## Karriere
Ford begann seine Karriere 2009 an der Council Rock High School North in Newton. Danach ging er zunächst an die Lewis University, wechselte jedoch nach einem Jahr zur Saint Francis University in Loretto. Dort spielte er mit der Universitätsmannschaft Red Flash in der EIVA-Liga. Nach seiner Ausbildung wechselte der Zuspieler 2017 zum finnischen Erstligisten Hurrikaani Loimaa. Mit dem Verein wurde er 2018 nationaler Vizemeister. Anschließend wurde Ford vom deutschen Bundesligisten SWD Powervolleys Düren verpflichtet. Mit der Mannschaft erreichte er das Halbfinale im DVV-Pokal und das Viertelfinale in den Bundesliga-Playoffs. Danach verließ er den Verein mit unbekanntem Ziel.